# Sonder (Naturschutzgebiet)
Das Naturschutzgebiet Sonder liegt im Unstrut-Hainich-Kreis in Thüringen südwestlich des Kernortes Marolterode. Westlich und nördlich des Gebietes verläuft die Landesstraße L 2096, nordöstlich die L 1027 und östlich die B 84.

## Bedeutung
Das 88,1 ha große Gebiet mit der NSG-Nr. 18 wurde im Jahr 1961 unter Naturschutz gestellt.